# فوت
فوت (بالعبرية: פוט؛ اليونانية السبعونية: (Φουδ)، هو الابن الثالث لحام (أحد أبناء نوح)، في كتاب الثوارة مائدة الشعوب (سفر التكوين 10: 6؛ راجع. 1 كتب التواريخ 1: 8). ويتم استخدام اسم (فوت) أيضا في الإنجيل للدلالة على الشعوب الأمازيغية التي تنحدر منه، وكان مكانها شمال أفريقيا التي كانت تسمى قديما ليبيا القديمة.
خلال القرن الأول للميلاد المؤرخ يوسيفوس فلافيوس يقول : فوت هو أيضا مؤسس ليبيا و أطلق على سكانها تسمية الفوتيين نسبة له. ويوجد أيضا نهر في بلاد الأمازيغ المغرب يحمل تسمية فوت.

## مؤلفات
- Baker, David W. 1992. "Put". In The Anchor Bible Dictionary, edited by David Noel Freedman. Vol. 5 of 6 vols. New York: Doubleday. 560
- Graefe, Erhart. 1975. "Der libysche Stammesname p(j)d(j)/pjt im spätzeitlichen Onomastikon." Enchoria: Zeitschrift für Demotistik und Koptologie 5:13–17.